# Daymaro Salina
Daymaro Amador Salina (* 1. September 1987 in Artemisa, Kuba) ist ein kubanisch-portugiesischer Handballspieler.

## Karriere

### Verein
Daymaro Salina lernte das Handballspielen in der Schule in Artemisa und spielte beim örtlichen Verein Club Balonmano Artemisa. Nachdem der kubanische und der portugiesische Handballverband ein Abkommen unterzeichnet hatten, wonach Kubaner im portugiesischen Handball nicht als Ausländer gelten, wechselte im März 2011 zunächst Torwart Alfredo Quintana Bravo zum FC Porto. Ein halbes Jahr später verpflichtete Porto auf dessen Anraten hin auch den zwei Meter großen Kreisläufer. Mit dem portugiesischen Rekordmeister gewann Salina mehrfach die Meisterschaft, den Pokal und den Supercup. Im EHF-Pokal 2018/19 erreichte er mit Porto das Halbfinale. Zudem nahm er mehrfach an der EHF Champions League teil.

### Nationalmannschaft
Mit der kubanischen Nationalmannschaft belegte Salina bei der Weltmeisterschaft 2009 den 20. Platz. Für Kuba absolvierte er nach eigener Aussage 53 Länderspiele.
Seit 2017 ist Salina für die portugiesische Nationalmannschaft spielberechtigt. Mit ihr nahm er an den Europameisterschaften 2020 (6. Platz) und 2022 (19. Platz) sowie der Weltmeisterschaft 2021 (10. Platz) teil. Bei den Olympischen Spielen 2021 in Tokio belegte er mit Portugal den 9. Rang. Bisher bestritt er 87 Länderspiele, in denen er 170 Tore erzielte.

### Erfolge
mit dem FC Porto
- 8× Portugiesischer Meister: 2012, 2013, 2014, 2015, 2019, 2021, 2022, 2023
- 2× Portugiesischer Pokalsieger: 2019, 2021
- 3× Portugiesischer Supercupsieger: 2014, 2019, 2021